# رحیم آدمی
رحیم آدمی (انگلیسی: Rahim Ademi؛ زادهٔ ۳۰ ژانویهٔ ۱۹۵۴) یک ژنرال اهل کرواسی است.
وی از فرماندهان ارتش کرواسی در عملیات مداک پاکت و عملیات طوفان در سال ۱۹۹۵ بود.
در سال ۲۰۰۱، دادگاه بین‌المللی کیفری یوگسلاوی سابق وی را به جنایت علیه بشریت علیه صرب‌های کرواسی در جریان عملیات مداک پاکت متهم کرد اما محاکمه او را به دادگاه‌های محلی سپرد.در ۳۰ می ۲۰۰۸ وی توسط دادگاهی در زاگرب از تمامی اتهامات تبرئه شد.